# Одеський обласний театр ляльок
Оде́ський академічний обласни́й теа́тр ляльо́к — обласний театр ляльок театр для дітей та дорослих у місті Одесі.

## Загальні дані
Театр розташований в історичній будівлі в центрі міста за адресою:
вул. Л. Пастера, 15, м. Одеса-65026 (Україна).
Театр здійснює постановки державною українською мовою
Директор театру — Йосип Меркович, головний режисер — заслужений діяч мистецтв України (1999) Євген Гімельфарб.

## Історія
Театр ляльок було засновано в Одесі 1932 року, відтак є одним із найстаріших у країні. Заклад розпочав свою роботу при Одеському Театрі юного глядача.
Першим очільником закладу став учень і сподвижник Сергія Образцова Юзеф Аронович Гімельфарб. Під його керівництвом Одеський обласний театр ляльок працював 40 років, здобувши визнання серед фахівців як професійна театральна установа; як драматург Ю. А. Гімельфарб залишив по собі десятки п'єс, які і сьогодні входять до репертуару багатьох театрів не тільки України, а й зарубіжжя.
До літа 1941 року, коли Німецько-радянська війна перервала діяльність закладу, в театрі встигли поставити 10 вистав: «По щучому велінню», «Чарівна лампа Алладіна», «Казка про золоту рибку» та інші.
Театр відновив роботу 1944 року, діставши власне приміщення, — ставши стаціонарним, колектив не припиняв виїзних вистав, показуючи свою творчість у дитячих садках, школах та інтернатах, гастролюючи по містах і селах Одещини.
Період 1970-х—1990-х — справжній розквіт Одеського театру ляльок. У цей час театр вийшов на всесоюзну та міжнародну сцени, став лауреатом і дипломантом багатьох театральних фестивалів, зокрема і за кордоном. Роботу закладу та його трупи відзначено численними нагородами, зокрема, Премією Едуарда Багрицького.
Від 1976 року театр працював під керівництвом Народного артиста України С. Єфремова, а від 1978 року головним режисером театру став В. Левченко.
У 2002 році на посаду головного режисера театру запрошено заслуженого діяча мистецтв України, члена Міжнародної спілки лялькарів, відомого майстра Євгена Гімельфарба. Трупу театру поповнено молодими акторами — випускниками вишів Харкова та Дніпропетровська.
Нині заклад користується великою популярністю в одеситів і гостей міста.
Від 12 вересня 2008 року на посаді директора закладу перебуває Йосип Меркович, який у 2009 році взявся за творчі експерименти, також під його керівництвом, у 2012 році було остаточно оновлено фасад будівлі, фоє та глядацький зал театру.
Від 8 листопада 2018 року, згідно наказу Міністерства культури України №968 театру надано статус академічного.

## Репертуар, діяльність, творчий склад
Чинний репертуар Одеського обласного театру ляльок включає близько 30 вистав.
Репертуар театру складають різні за стилями і жанрами вистави, створені за творами українських та зарубіжних авторів.
Колектив театру активно гастролює. У 1990-х театр впевнено заявив про себе в Україні та на міжнародні сценах: брав участь у Міжнародному фестивалі театрів ляльок у місті Луцьку; двічі, у 1990 та 1998 роках здобував Велику бронзову медаль Міжнародного фестивалю «Золотий дельфін» (м. Варна, Болгарія); ставав лауреатом і дипломантом фестивалів в Нідерландах, Японії, Румунії, Фінляндії; у 1995–2002 роки — постійний учасник та лауреат міжнародних фестивалів у Молдові.
У 2001 році на III Всеукраїнському фестивалі театрів ляльок спектакль «Веселі пригоди козака Купріяна» Одеського обласного театру ляльок отримав Гран-прі. У 2002 році на Міжнародному фестивалі «Інтерлялька — 2002» спектакль «В гостях у дедушки Корнея» також отримав Гран-прі фестиваля.
У 2018 році на II Міжнародному фестивалі театрів ляльок «PuppetUp» у м.Київ вистава вечірнього репертуару «Інтерв‘ю з відьмами» здобула Гран-прі.
У творчому колективі театру задіяні і активно працюють відомі актори Анатолій і Ніна Лук'янченки, Карина Шрагіна-Кац, Людмила Марченко, Іван Цуркан, Юрій Невгомонний.

## Виноски
1. ↑  Одеський обласний театр ляльок[недоступне посилання з липня 2019] на Вебсторінка Управління культури і туризму Одеської обласної державної адміністрації [Архівовано 2010-06-26 у Wayback Machine.]
2. ↑  Рішення Одеської обласної державної адміністрації «Про призначення на посаду директора Одеського обласного театру ляльок, що перебуває у спільній власності територіальних громад сіл, селищ, міст області, повноваження з управління яким делеговано обласній державній адміністрації» № 626-V від 12 вересня 2008 року[недоступне посилання з липня 2019] на Офіційний вебсайт Одеської обласної ради [Архівовано 2016-01-12 у Wayback Machine.]
3. ↑  Одеський обласний театр ляльок у розділі «Театри» [Архівовано 2010-08-07 у Wayback Machine.] на www.galerka.com («Усі розваги Одеси») [Архівовано 2010-01-09 у Wayback Machine.] (рос.)